# HC Kometa Brno v 1. české národní hokejové lize 1988/1989
Brno nebylo v nižší soutěži tak dominantní, v základní části devětkrát prohrálo a skončilo druhé za Olomoucí. Ve čtvrtfinále play-off bez problémů porazilo Písek (10:0, 6:1), v semifinále pak uhrálo s Vimperkem uhrálo rovněž dvě výhry (3:1, 5:4 po prodloužení). Spolu s Olomoucí, Liptovským Mikulášem a Nitrou tak šlo do prolínací soutěže, kde na tuto čtveřici čekalo Kladno a Slovan Bratislava. Do nejvyšší soutěže se ze šesti týmů probojují pouze dva nejlepší. Soutěž je hodně vyrovnaná, Brnu postačila k prvenství stoprocentní bilance na domácím hřišti a tři body z kluzišť soupeřů. Kladno se udrželo, z nejvyšší soutěže naopak sestoupil Slovan.

## Nejlepší 1988 / 1989
| Jméno                    | Počet zápasů | Branky | Nahrávky | Body |
| ------------------------ | ------------ | ------ | -------- | ---- |
| Základní část + play off |              |        |          |      |
| Jiří Otoupalík           | 48           | 24     | 16       | 40   |
| Igor Čikl                | 48           | 23     | 15       | 38   |
| Pavel Kocour             | 46           | 12     | 25       | 37   |
| Jiří Rech                | 47           | 12     | 21       | 33   |
| Jiří Paška               | 48           | 14     | 13       | 27   |
| Lubomír Oslizlo          | 38           | 12     | 10       | 22   |
| Josef Duchoslav          | 40           | 10     | 9        | 19   |
| Radek Haman              | 47           | 12     | 16       | 18   |
| Ota Jungwirth            | 44           | 11     | 16       | 17   |
| Martin Dufek             | 42           | 11     | 4        | 15   |
| Michal Konečný           | 35           | 11     | 3        | 14   |
| Zdeněk Malý              | 37           | 3      | 11       | 14   |

## Základní část
|                           | Počet utkání | Výhry | Remízy | Prohry | Skóre  | Body |
| ------------------------- | ------------ | ----- | ------ | ------ | ------ | ---- |
| Celková bilance 1988/1989 | 34           | 19    | 6      | 9      | 146:90 | 44   |

## DS Olomouc
- DS Olomouc - TJ Zetor Brno  7 : 2
- TJ Zetor Brno  - DS Olomouc 1 : 1

## TJ Šumavan Vimperk
- TJ Zetor Brno - TJ Šumavan Vimperk 6 : 1
- TJ Šumavan Vimperk - TJ Zetor Brno 1 : 1
- TJ Zetor Brno - TJ Šumavan Vimperk 3 : 4
- TJ Šumavan Vimperk - TJ Zetor Brno 4 : 4

## TJ Stadion Hradec Králové
- TJ Stadion Hradec Králové - TJ Zetor Brno 7 : 2
- TJ Zetor Brno - TJ Stadion Hradec Králové 3 : 2

## TJ Auto Škoda Mladá Boleslav
- TJ Auto Škoda Mladá Boleslav - TJ Zetor Brno 5 : 2
- TJ Zetor Brno - TJ Auto Škoda Mladá Boleslav 9 : 2
- TJ Auto Škoda Mladá Boleslav - TJ Zetor Brno 1 : 4
- TJ Zetor Brno - TJ Auto Škoda Mladá Boleslav 2 : 2

## TJ Slavia IPS Praha
- TJ Zetor Brno - TJ Slavia IPS Praha 2 : 1
- TJ Slavia IPS Praha - TJ Zetor Brno 4 : 5

## VTJ Litoměřice
- VTJ Litoměřice - TJ Zetor Brno 1 : 7
- TJ Zetor Brno - VTJ Litoměřice 12 : 4
- VTJ Litoměřice - TJ Zetor Brno 1 : 5
- TJ Zetor Brno - VTJ Litoměřice 5 : 4

## VTJ Písek
- TJ Zetor Brno - VTJ Písek 4 : 0
- VTJ Písek - TJ Zetor Brno 3 : 6

## TJ TŽ VŘSR Třinec
- TJ TŽ VŘSR Třinec - TJ Zetor Brno 2 : 3
- TJ Zetor Brno - TJ TŽ VŘSR Třinec 8 : 2
- TJ TŽ VŘSR Třinec - TJ Zetor Brno 4 : 4
- TJ Zetor Brno - TJ TŽ VŘSR Třinec 3 : 4

## TJ Lokomotiva Ingstav Brno
- TJ Zetor Brno - TJ Lokomotiva Ingstav Brno 6 : 0
- TJ Lokomotiva Ingstav Brno - TJ Zetor Brno 4 : 3
- TJ Lokomotiva Ingstav Brno - TJ Zetor Brno 3 : 12
- TJ Zetor Brno - TJ Lokomotiva Ingstav Brno 4 : 2

## TJ Slezan STS Opava
- TJ Slezan STS Opava - TJ Zetor Brno 4 : 3
- TJ Zetor Brno - TJ Slezan STS Opava 5 : 1
- TJ Slezan STS Opava - TJ Zetor Brno 3 : 3
- TJ Zetor Brno - TJ Slezan STS Opava 1 : 2

## ASD Dukla Jihlava B
- TJ Zetor Brno - ASD Dukla Jihlava B 3 : 0
- ASD Dukla Jihlava B - TJ Zetor Brno 4 : 2

## Play off (čtvrtfinále)

### TJ Zetor Brno-VTJ Písek2:0 na zápasy
1. utkání
|  | TJ Zetor Brno | 10 - 0 | VTJ Písek |  |
|  | TJ Zetor Brno |        | VTJ Písek |  |

| Souhrn zápasu | Souhrn zápasu | Souhrn zápasu | Souhrn zápasu | Souhrn zápasu |
| ------------- | ------------- | ------------- | ------------- | ------------- |
|               |               |               |               |               |

2. utkání
|  | VTJ Písek | 1 - 6 | TJ Zetor Brno |  |
|  | VTJ Písek |       | TJ Zetor Brno |  |

| Souhrn zápasu | Souhrn zápasu | Souhrn zápasu | Souhrn zápasu | Souhrn zápasu |
| ------------- | ------------- | ------------- | ------------- | ------------- |
|               |               |               |               |               |

## Play off (semifinále)

### TJ Zetor Brno-TJ Šumavan Vimperk2:0 na zápasy
1. utkání
|  | TJ Zetor Brno | 3 - 1 | TJ Šumavan Vimperk |  |
|  | TJ Zetor Brno |       | TJ Šumavan Vimperk |  |

| Souhrn zápasu | Souhrn zápasu | Souhrn zápasu | Souhrn zápasu | Souhrn zápasu |
| ------------- | ------------- | ------------- | ------------- | ------------- |
|               |               |               |               |               |

2. utkání
|  | TJ Šumavan Vimperk | 4 - 5 PP | TJ Zetor Brno |  |
|  | TJ Šumavan Vimperk |          | TJ Zetor Brno |  |

| Souhrn zápasu | Souhrn zápasu | Souhrn zápasu | Souhrn zápasu | Souhrn zápasu |
| ------------- | ------------- | ------------- | ------------- | ------------- |
|               |               |               |               |               |

## Finále
Nehrálo se. Vítěze určily výsledky ze vzájemných soubojů TJ Zetor Brno - TJ DS Olomouc v prolínací soutěži o nejvyšší soutěž.

## Prolínací soutěž
| Poř. | Tým                        | Z  | V | R | P | VG | OG | B  |
| ---- | -------------------------- | -- | - | - | - | -- | -- | -- |
| 1.   | TJ Zetor Brno              | 10 | 6 | 1 | 3 | 42 | 27 | 13 |
| 2.   | Poldi Kladno               | 10 | 6 | 1 | 3 | 46 | 31 | 13 |
| 3.   | DS Olomouc                 | 10 | 5 | 2 | 3 | 39 | 31 | 12 |
| 4.   | Plastika Nitra             | 10 | 4 | 0 | 6 | 35 | 45 | 8  |
| 5.   | Slovan Bratislava          | 10 | 3 | 1 | 6 | 32 | 44 | 7  |
| 6.   | Partizán Liptovský Mikuláš | 10 | 3 | 1 | 6 | 25 | 41 | 7  |

## Hráli za Kometu
- Brankáři František Jelínek • Karel Lang
- Obránci Petr Kretek • Lubomír Oslizlo • Jiří Paška • Radovan Bártek • Radek Radvan • Daniel Stanček • Petr Žváček • Milan Nedoma • Jindřich Vacek • Ernest Baráth
- Útočníci Jiří Otoupalík • Igor Čikl • Pavel Kocour • Jiří Rech • Radek Haman • Martin Stloukal • Michal Konečný • Martin Dufek • Pavel Nohel • Josef Duchoslav • František Vaňák • Miroslav Krupař • Karel Kukleta • Ota Jungwirth • Miroslav Barus • Zdeněk Malý